# Alsóleszéte
Alsóleszéte (1898-ig Koritnó, szlovákul Korytné) Felsőleszéte településrésze, korábban önálló falu  Szlovákiában, a Trencséni kerületben, a Vágújhelyi járásban.

## Fekvése
Vágújhelytől 10 km-re délnyugatra fekszik.

## Története
Területe már a kőkorszakban lakott volt, ezt bizonyítják az itt előkerült régészeti leletek, melyeket egy a lúzsicei kultúra népéhez tartozó temetőben tártak fel.
A mai falut 1332-ben említik először. 1392-től Stíbor vajda birtoka, aki királyi adományként kapta. Később a csejtei váruradalom része, az Országh és a Nádasdy családok birtoka. 1695-től az Erdődyeké. 1715-ben 35 paraszt, és 13 zsellérháztartás volt a faluban. 1792. június 15-én tűz ütött ki a faluban, és a templom kivételével az egész település leégett. 1828-ban 174 házban 1217 lakos élt.
Vályi András szerint "KORITNO. Tót falu Nyitra várm. földes Ura G. Erdődy, és több Uraságok, lakosai katolikusok, fekszik Podolihoz nem meszsze, mellynek filiája, határja jó, réttye, földgye első osztálybéli, szőleje, legelője elég van, malma alkalmatos, piatzozása közel."
Fényes Elek szerint "Koritno, Nyitra m. tót falu, a Dudvágh mellett: 693 kath., 160 ev. lak. F. u. a csejthei uradalom. Ut. p. Galgócz."
A trianoni békeszerződésig Nyitra vármegye Vágújhelyi járásához tartozott.

## Népessége
1910-ben 1078, túlnyomórészt szlovák lakosa volt.
2001-ben Felsőleszéte 2049 lakosából 1994 szlovák volt.

## Nevezetességei
- Szent György tiszteletére szentelt római katolikus temploma 1332-ben már állt, 1748 és 1758 között barokk stílusban építették át.
- Klasszicista plébániája a 19. században épült.
- Késő klasszicista haranglábja 19. századi.
- A Szentháromság-oszlop a 19. század első felében készült.